# Wolfram Adolph
Wolfram Ludwig Adolph (* 28. Januar 1964 in Wiesbaden; † 20. März 2019 in Saarbrücken) war ein deutscher Publizist und Evangelischer Theologe und Musikjournalist.

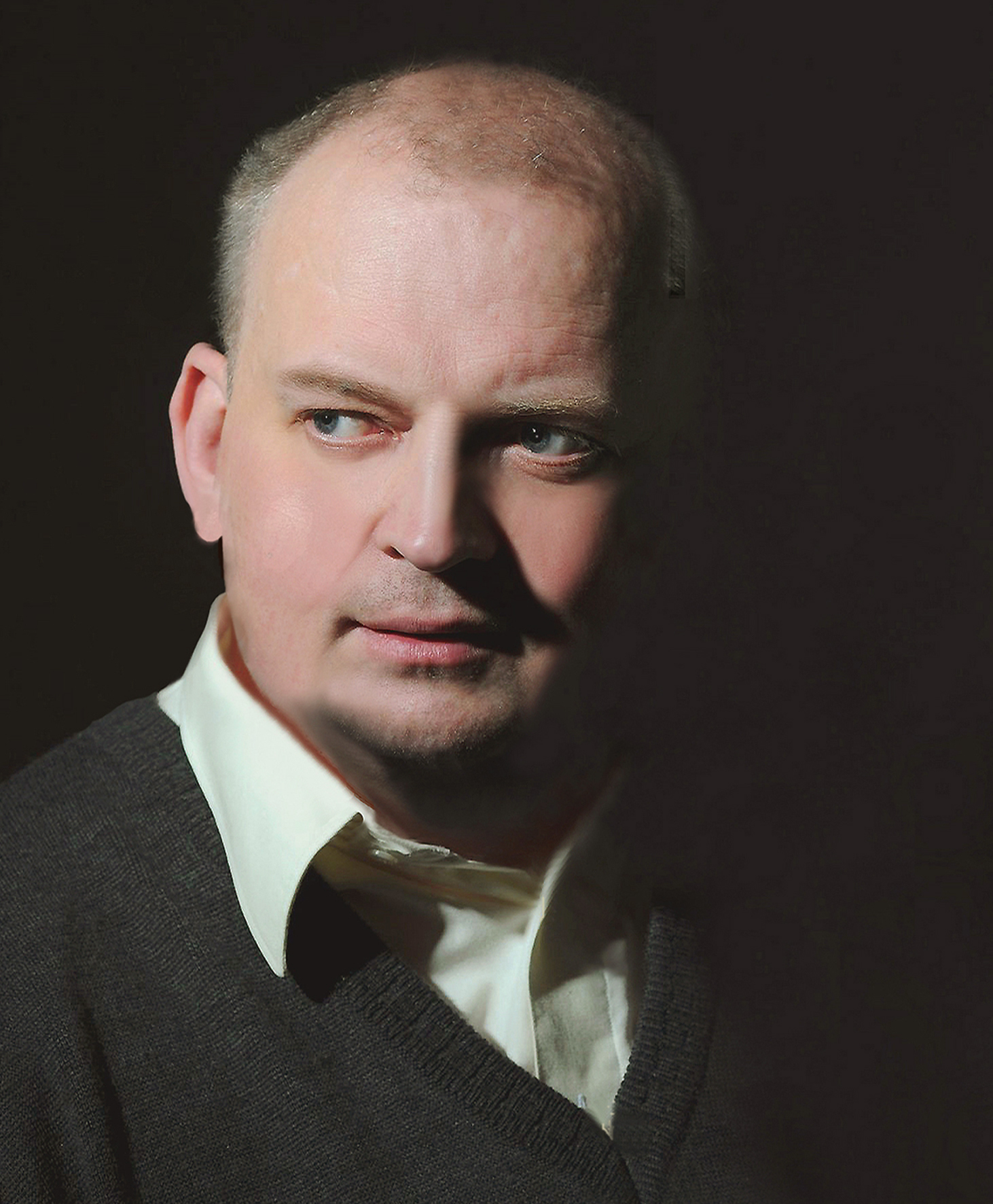
Wolfram Adolph (2009)

## Leben
Nach dem humanistischen Abitur studierte er als Stipendiat der Studienstiftung des deutschen Volkes, Evangelische Theologie, Religionsphilosophie und Musikwissenschaft an der Johann Wolfgang Goethe-Universität Frankfurt am Main, der Johannes Gutenberg-Universität Mainz, der Justus-Liebig-Universität Gießen und der Ruprecht-Karls-Universität Heidelberg. Nach seinem Magister forschte er zur Theologischen Hermeneutik und Aisthesiologie und promovierte über Martin Luther.
Adolph war Initiator und Künstlerischer Leiter diverser Musikfestivals. Er koordinierte von 1990 bis 1993 die Sparten Orgelmusik bei den staatlichen Französischen Kulturinstituten (Institut Français) in Frankfurt am Main und Mainz. Das Kultusministerium in Rheinland-Pfalz beauftragte ihn 1993 bis 1999 mit der künstlerischen und organisatorischen Projektleitung der Internationalen Orgelfestwochen im Kultursommer des Landes. 1992 organisierte er die „1. Internationalen Französischen Orgelwochen Mainz – Wiesbaden – Frankfurt (IFO)“ sowie die „Mainzer Messiaen Tage '93“ unmittelbar nach dem Tode von Olivier Messiaen.
Er gründete 1992 das Klassik-CD-Label „IFO classics“, bei dem rund 200 Titel veröffentlicht wurden. An der symphonischen Henri-Didier-Orgel der Kathedrale von Laon (Picardie) spielte er 2004 eine eigene Audio-CD (Rêveries) mit Werken des französischen Impressionismus ein.
Adolph lebte seit 2000 in Saarbrücken. Er publizierte zur Geschichte und Ästhetik der Französischen Orgel des 19. und 20. Jahrhunderts.
Seit 2005 war er Präsident des in Saarbrücken und Paris ansässigen Institut Louis Vierne (ILV) - European Society for Symphonic Organ Art, das sich für die Förderung der Symphonischen Orgelkunst in Europa einsetzt. Er gab bei Schott Music in Mainz als verantwortlicher Chefredakteur die musikalische Fachzeitschrift Organ – Journal für die Orgel heraus, die er 1998 gemeinsam mit dem Musikverleger Peter Hanser-Strecker gegründet hatte. Er war Gründungsmitglied des interdisziplinären Kompetenzzentrums MOCArt für Europäische Orgelkultur an der Universität (Musikhochschule) Mainz.